# 核兵器
核兵器（かくへいき、英: nuclear weapon）は、核分裂の連鎖反応、または核融合反応で放出される膨大なエネルギーを利用して、爆風、熱放射や放射線効果の作用を破壊に用いる兵器の総称。原子爆弾、水素爆弾、中性子爆弾などの核爆弾（核弾頭）とそれを運搬する運搬兵器で構成される。技術の根幹が原子力発電と同様であり、原子力発電による生成物が核兵器の燃料となり得る。そのため核兵器の燃料が単純製造されることはほとんど無く、核兵器保有国の自国内にある原子力発電所から供給される使用済み核燃料が利用される。
核兵器は生物兵器、化学兵器と合わせてNBC兵器（またはABC兵器）とよばれる大量破壊兵器である。一部放射能兵器も含めて核兵器と称する場合があるが、厳密には放射能兵器を核兵器に分類するのは誤りである。
核兵器は、人類が開発した最も強力な兵器の一つであり、一つの爆弾で都市を壊滅させる事も可能である。通常兵器と比較して広範囲に、無差別に、残留放射能として長年にわたり破壊的影響を与える。開発されてから20世紀後半に配備数が世界中に増えるにつれ核戦争の脅威が想定されるようになり、単なる兵器としてだけではなく国家の命運、人類の存亡にも影響するものとして、開発・配備への動きのみならず、規制・廃棄の動きなど様々な議論の対象となってきた。現在までに実戦使用されたのはアメリカ合衆国による、第二次世界大戦における日本への2発（広島・長崎）のみである。
核兵器は核分裂を主とする原子爆弾と核融合を主とする水素爆弾の大きく二つに分類される。この二つを同程度の兵器サイズで比較すると、原子爆弾は設計が容易だが大威力化に限界があり、水素爆弾は複雑な設計が要求されるが最大威力を大きくすることができる。また、兵器の形態としても、開発当初は大型航空爆弾のみであったが、その後ミサイルや魚雷の弾頭、砲弾までも様々なものが開発されている。

## 核兵器の分類

### 原理による分類
- 主に核分裂によるもの - 原子爆弾
- 主に核融合によるもの - 水素爆弾・中性子爆弾
- 主に残留放射能 - コバルト爆弾(純粋水爆と対比される）
- ガンバレル型 - 核燃料を片側へ押し込む方式
- インプロージョン型(爆縮型) - 核燃料を球状の中心へ圧縮する方式

### 使用目的による分類
- 戦術目的 - 戦術核兵器[1]。戦場で使用される核兵器[1]。非戦略核兵器の意味では戦域核兵器を含む[1]。
- 戦略目的 - 戦略核兵器[1]。敵国本土を攻撃目標とするため、長距離運搬手段と組み合わせて用いる[1]。ただし、各国の地理的条件により、戦略核兵器と戦術核兵器の明確な境界は無い[1]。

### 兵器の形態による分類
- ミサイル - 核ミサイル
- 弾頭 - 核弾頭
- 航空爆弾 - 核爆弾
- 魚雷 - 核魚雷
- 地雷 - 核地雷（中型核爆破資材）
- 爆雷 - 核爆雷
- 砲弾 - 核砲弾

### 事故についての分類
アメリカ軍では核兵器に関する事故を次のように分類している (en:United States military nuclear incident terminology)。
- ブロークンアロー（英語：Broken Arrow「折れた矢」の意）- 紛失・暴発・投棄・破壊・強奪・核兵器施設等の核汚染などの事故
  - 1950年ブリティッシュコロンビアB-36爆撃機墜落事故
  - 1956 B-47 disappearance
  - 1958 Mars Bluff B-47 nuclear weapon loss incident
  - 1958 Tybee Island mid-air collision
  - 1961 Yuba City B-52 crash
  - 1961年ゴールズボロ空軍機事故
  - 1964 Savage Mountain B-52 crash
  - 1964 Bunker Hill AFB runway accident
  - 沖縄近海A-4水没事故
  - パロマレス米軍機墜落事故
  - チューレ空軍基地米軍機墜落事故
  - 1980 Damascus Titan missile explosion
- ベントスピア（英語：Bent Spear「曲がったやり」の意）- ブロークンアローより軽微な事態。輸送ミス、輸送部品の破損など
  - 2007 United States Air Force nuclear weapons incident - 輸送ミス事件
- ダルソード（英語：Dull Sword「なまくらの剣」の意）- 核兵器に関わるスパナやテスターの破損などの小さなインシデントを報告する際の用語
- Nucflash - 核戦争を起こしかねない核爆発が起こったことを報告する際の符牒

## 保管

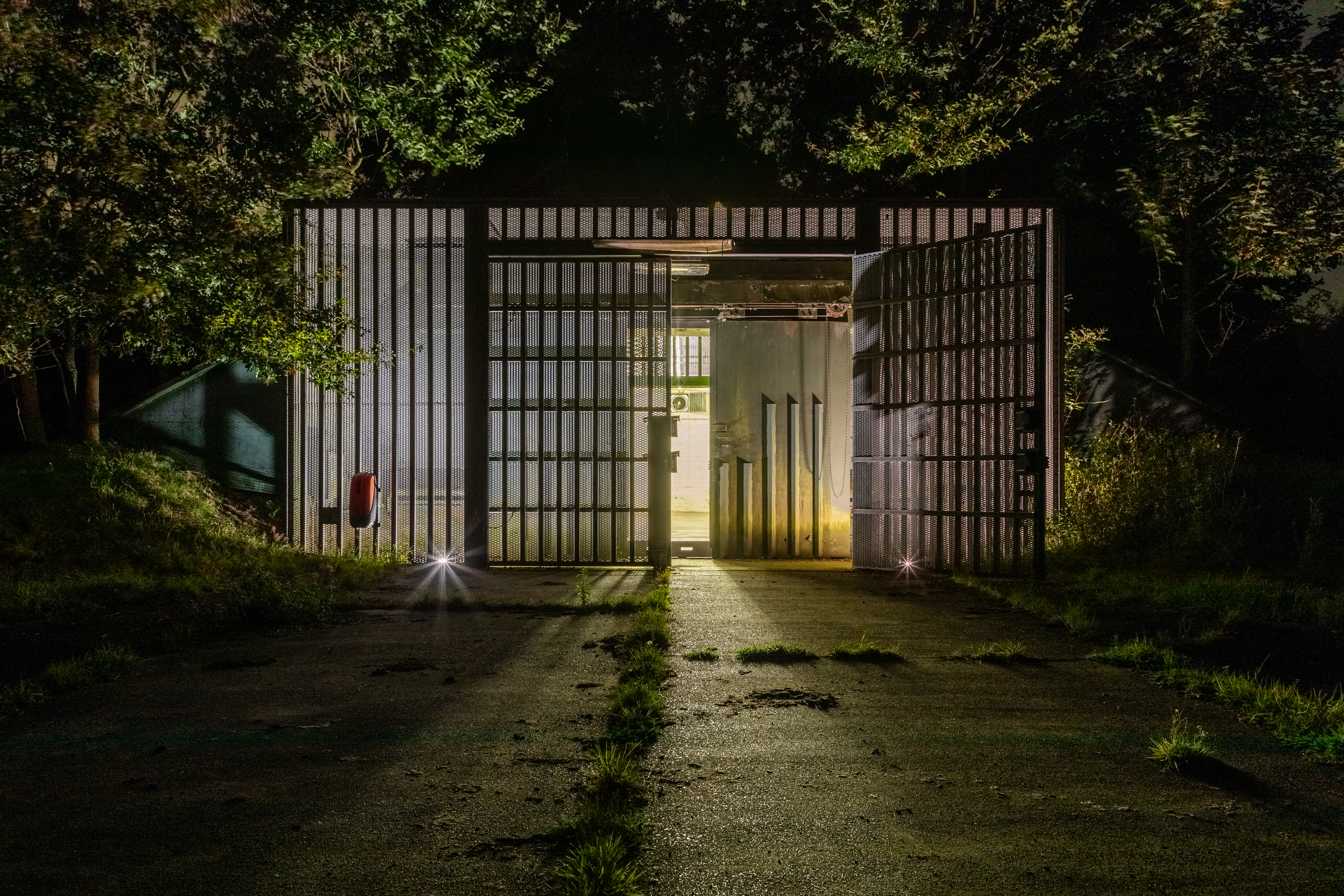
ドイツ西部ノルトライン＝ヴェストファーレン州に所在するDülmen-Visbeckウェポン・ストレージエリアのバンカー26

NATOは冷戦時代に、ウェポン・ストレージエリアと呼ばれる厳重に管理されたエリアに保管していた。1988年以降、電子システムと保管庫や運用などが見直され、Weapons Storage and Security System（WS3）に発展させた。
ソビエト連邦でも同様に核兵器を保管する施設があったが、ロシア以外ではソビエト連邦崩壊とワルシャワ条約終了後に廃墟となっている場合がある。また、ウクライナ、ベラルーシやカザフスタンは、1994年12月5日にアメリカ、イギリス、フランス、中国、そしてロシアからの安全保障の保証と引き換えに核兵器を放棄した（ブダペスト覚書）。

## 歴史

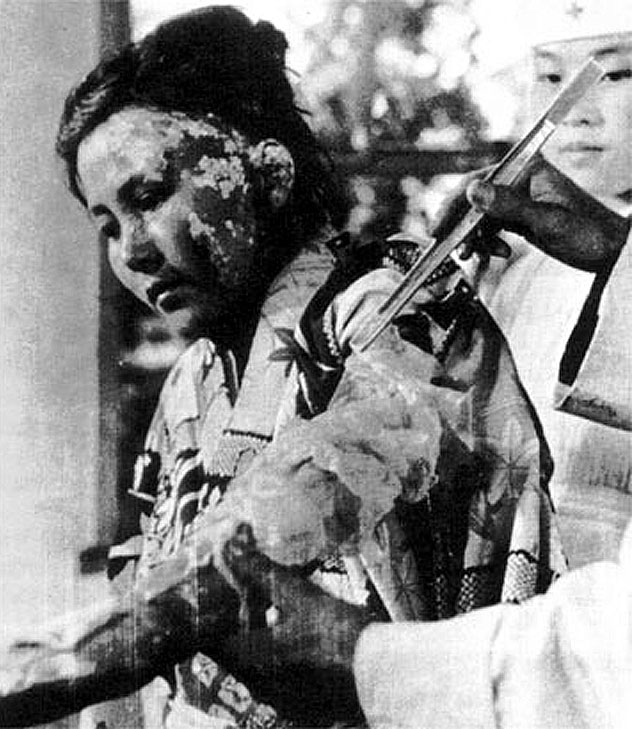
原爆の被害者

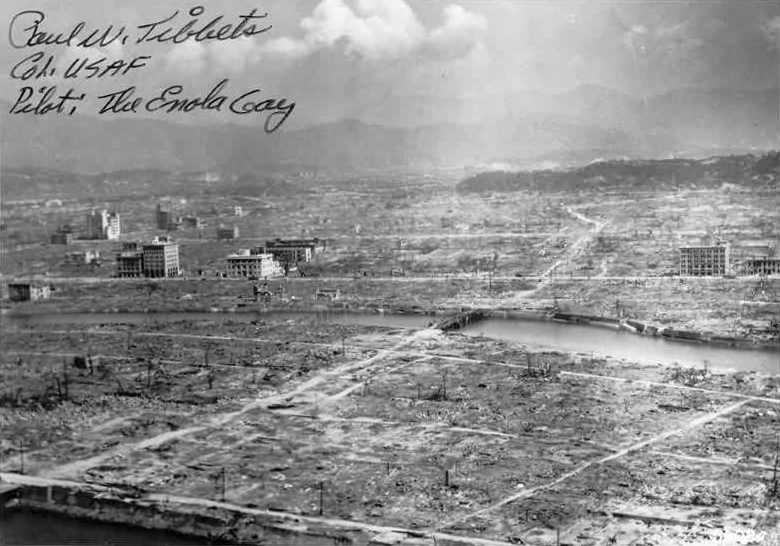
核兵器使用後の都市（1945年、広島）

### 第二次世界大戦と核兵器開発
1930年代、中性子による原子核の分裂が連鎖的に行われれば、莫大なエネルギーが放出されると仮説が立てられていた。オットー・ハーンによるウランの核分裂の発見を経て、1939年、レオ・シラード、エンリコ・フェルミ、フレデリック・ジョリオ＝キュリーの3グループはウランの中で中性子数が増倍する現象を発見し、これによって連鎖反応が可能になることを示した。それを受けて各国で原子炉の開発が開始された。
当初は必ずしも兵器目的ではなかったが、この年の9月に第二次世界大戦が勃発すると、核分裂の巨大エネルギーを兵器として利用する原子爆弾の可能性が活発に議論されることになる。1940年5月3日付けの理研の仁科芳雄と東京帝国大学理学部化学科の木村健二郎等の論文に、ウラン238に高速中性子を照射した実験において、今では核兵器の爆発によって生成することが知られているネプツニウム237
を生成した ことが記され、同年、アメリカ合衆国の物理学誌フィジカル・レビューに掲載された。また、同実験では、１回の核分裂で10個以上の中性子が放出され核分裂連鎖反応（超臨界）を伴うことが知られている対称核分裂による生成物 が生成されたことが、『Fission Products of Uranium produced by Fast Neutrons（高速中性子によって生成された核分裂生成物）』と題して、同年7月6日付けの英国の学術雑誌ネイチャーに掲載された。原爆の検討は連合国側・枢軸国側ともに行われていた。

#### マンハッタン計画

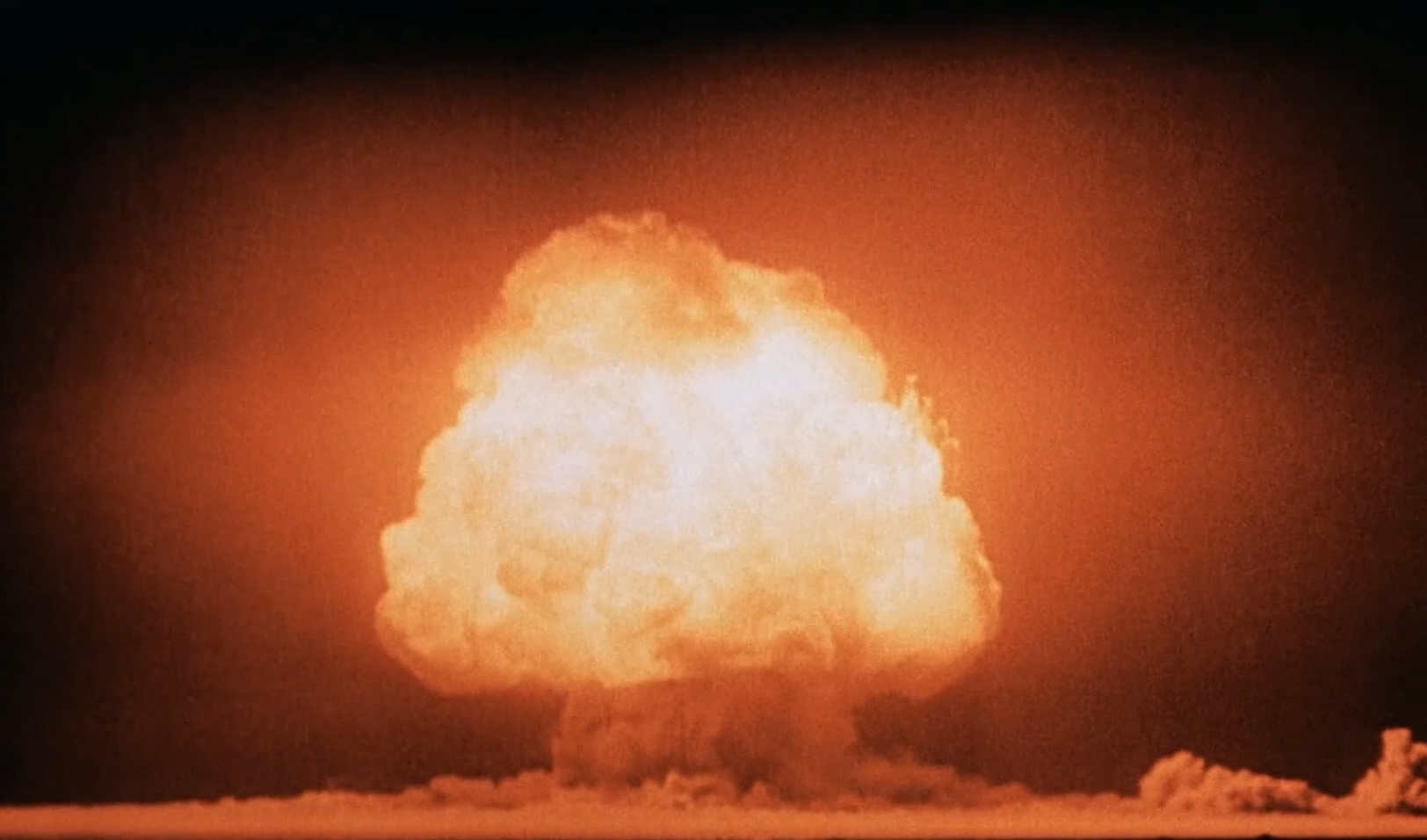
トリニティ実験での核爆発 （1945）

この時代で原爆開発を組織的に最も推進できたのはアメリカ合衆国であった。当時のアメリカ合衆国にはナチス・ドイツのユダヤ人迫害から逃れてアメリカに移民した優秀な科学者が大勢おり、その一人のレオ・シラードが1939年8月にアルベルト・アインシュタインの署名を得て、大統領のフランクリン・ルーズベルトに核連鎖反応の実現への協力とアドルフ・ヒトラーの核保有の危険性を訴える手紙を送った。これがアメリカ合衆国の原爆開発に至る最も早いきっかけとなった。その後、1941年10月にウラン爆弾が実現可能であることを伝える報告書がイギリスのMAUD委員会からもたらされ、1942年6月に原子爆弾の秘密開発プロジェクト、マンハッタン計画が開始された。
ウラン濃縮プラント・プルトニウム生産炉の各巨大工場の建設、そしてロバート・オッペンハイマーが率いるロスアラモス研究所には優秀な科学者を全米から集め、アメリカ合衆国の軍・産・学の総力を挙げた国家プロジェクトとなった。最初の原爆は1945年7月16日に完成（3個）し、そのうち1個（ガジェット）によりアラモゴードの砂漠で世界最初の原爆実験を実施した。残りの2つの原爆が日本に投下された。

#### 日本への原爆投下
世界初の原子爆弾の実使用は、1945年8月6日午前8時15分に広島に対して濃縮ウラン型原爆リトルボーイのB-29（エノラ・ゲイ）からの投下で実行された。ついで1945年8月9日午前11時2分には長崎に対してプルトニウム爆縮型原爆ファットマンがB-29（ボックスカー）から投下された。
原爆投下により両都市は一瞬にして壊滅し、数十万人が無差別に殺害された。原爆炸裂によるキノコ雲の頂点は17kmと成層圏に達し、雲からは放射性物質を含む黒い雨が30kmの範囲に降り注ぎ、被曝の人的被害を拡大した。
原爆の成功に軍当局は喜んだが、原爆使用の実体が明らかになってくると世界は震撼し、原爆開発に関係した科学者からも原爆反対の声があがっていくことになる。
核の力によるアメリカ合衆国の単独覇権は想定通りとならなかった。予想以上に早く、1949年にソ連が原爆実験に成功したからである。これ以降、世界は核の均衡の上の冷戦の時代に突入する。
なお、ソビエト連邦（ソ連）の原爆開発には、CFR（外交問題評議会）メンバーであり、ルーズベルト政権の商務長官兼任大統領主席補佐官であったハリー・ホプキンスが、意図的にソ連に原爆技術を移転（ヴェノナ文書も参照）したという、レーシー・ジョーダン（en:George Racey Jordan）少佐のアメリカ議会委員会での宣誓供述がある。

### 冷戦時代の核競争

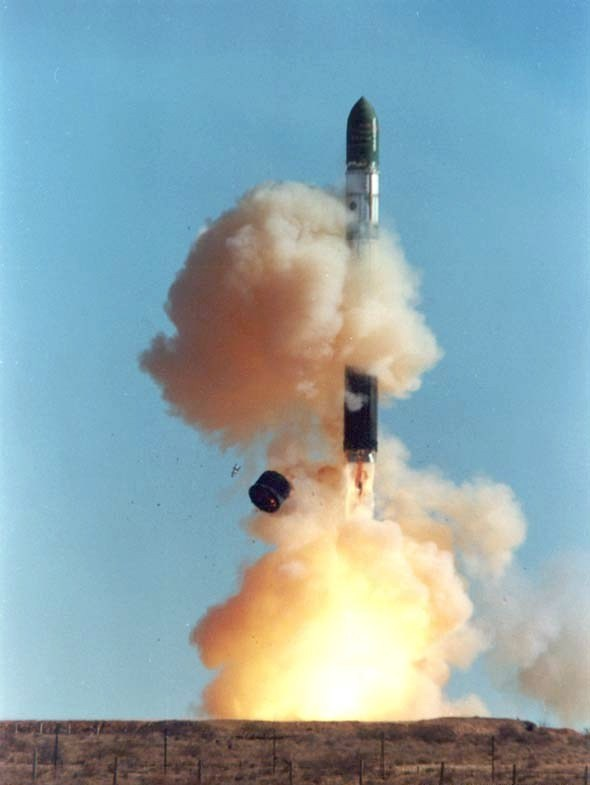
地下サイロから発射されるドニエプルロケット（1960年代）

アメリカ合衆国（青）とソビエト連邦（ロシア、赤）の核兵器保有量の推移（1945年-2014年）

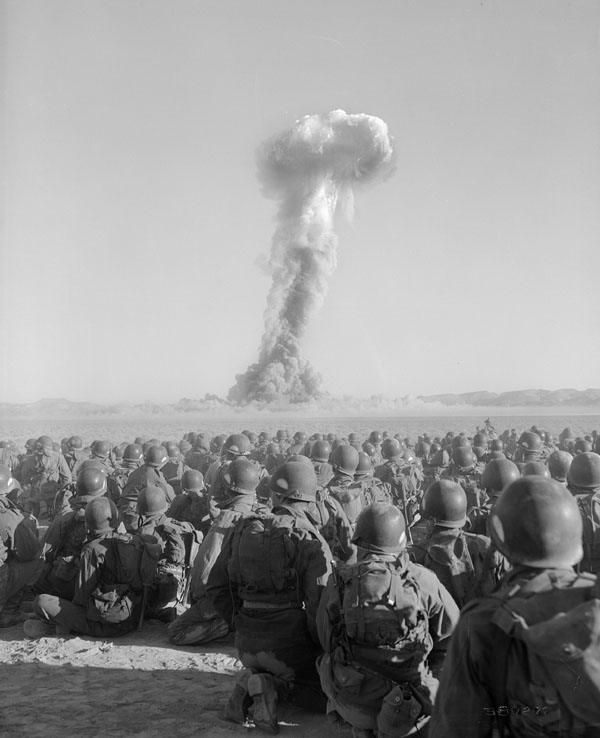
バスター・ジャングル作戦の核実験を至近距離で見つめるアメリカ陸軍兵士たち。核攻撃直後の被爆地における作戦行動能力の調査という名目であったが、人体への影響を調査する実験体であったとも言われる。

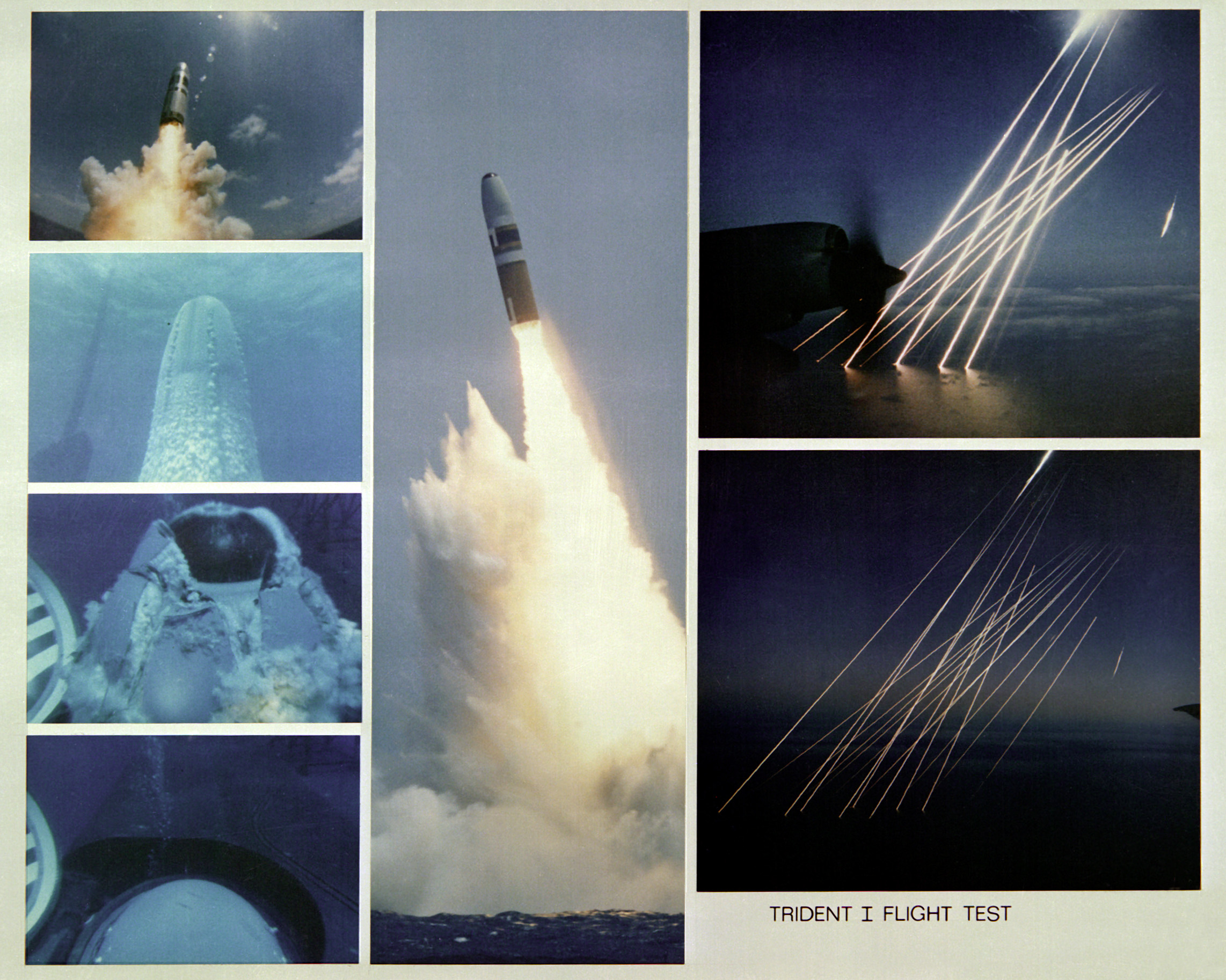
トライデント I ミサイルとその再突入体（1981年10月2日）

冷戦時代には、アメリカ合衆国とソ連の間で核兵器の大量製造、配備が行われた。1952年にイギリス、1960年にフランス、1964年に中華人民共和国（中国）、1974年にインドが原子爆弾を開発・保有した。1952年にアメリカ合衆国、1955年にソビエト連邦、1958年にイギリス、1967年に中国、1968年にフランスが水素爆弾を開発・保有した。核兵器の量は地球上の全人類を滅ぼすのに必要な量を遥かに上回っていた。核兵器保有国は最盛期には、アメリカ合衆国は1966年に約32,000発、ソビエト連邦は1986年に約45,000発、イギリスは1981年に350発、フランスは1992年に540発、中国は1993年に435発、五か国合計で1986年に約7万発 を保有していた。また、核による先制攻撃を通じて相手国に致命的なダメージを負わせ、戦争に勝利するという戦略を不可能にするべく、相手国の攻撃を早期に探知し、報復するためのシステムが構築された。この戦略は相互確証破壊と呼ばれ、冷戦期の核抑止をめぐる議論で重要な役割を果たした。また核兵器を搭載したロケット、ミサイルの性能を誇示するため宇宙開発競争が起こり、ボストーク1号の有人宇宙飛行、アポロ11号の有人月面着陸に繋がった。
また核兵器の小型化にともない冷戦期には戦略的な使用のみならず戦場などで使用される戦術核兵器も開発され、同時代のミサイルの信頼性の低さを補うための対空核ミサイル、潜水艦を確実に沈めるための核魚雷、敵部隊を一撃で殲滅するための核砲弾など、ありとあらゆるものの核兵器化が行われた。戦略爆撃機、弾道弾搭載原子力潜水艦（SSBN）、大陸間弾道弾（ICBM）の三つは戦略核の三本柱（トライアド）といわれた。
冷戦期には核兵器管理に関連してブロークン・アロー（核兵器の紛失・落下事故）も問題となった（パロマレス米軍機墜落事故やチューレ空軍基地米軍機墜落事故を参照）。

### 核の冬
核兵器の大量使用の後には、地表は放射性物質で汚染され、また放射性物質を含む灰（放射性降下物）が降ることになる。巻き上がった灰によって日光が遮られ、地表の気温が低下し、植物が枯れ、人間が生存できない環境になることが指摘された。このような状態は核の冬と呼ばれる。この核の冬を生き延びるための手段は用意されなかった。爆心からある程度離れた地点で、核爆発時の熱、爆風、放射線を逃れ、核爆発後の放射能の減衰を待つための核シェルターと呼ばれる地下施設が考案されたのみである。このように核兵器を使用すること自体が人類の絶滅に直結するため、核兵器の使用につながる戦争を抑止できるとされる。
核兵器の恐怖や核戦争のリスク、放射線による殺傷の残酷さなどは知識人、作家、政治家、政治活動家、一般市民など多くの人々の関心を呼んだ。そのため反核運動が生まれた。一方で、核兵器を廃絶することで通常兵器による戦争が誘発されるため、平和のために核抑止力を維持すべきとの主張もみられる。

### 冷戦終結後の核兵器
ソ連崩壊後は、経済情勢の悪化や汚職の蔓延に伴う管理体制の不備から、旧ソ連地域から第三国への核兵器や技術者の流出が危惧された。
1998年にはパキスタンが核保有国となり、カシミール地方の領有権を巡るインド・パキスタンの国境紛争が核兵器の使用につながる可能性があると懸念された。
北朝鮮は、2006年10月9日に核実験を実施、核保有国となった。その後も2009年5月25日、2013年2月12日、2016年1月6日、同9月9日、2017年9月3日に核実験を行った。

### 核兵器削減への取り組み
核兵器の計画時から現在までの、核兵器の開発・保有・使用に対する、管理・規制・反対・廃絶などの動きには以下がある。
第二次世界大戦中の原爆使用に反対する動きはフランクレポートがあり、第二次世界大戦終了後にはパグウォッシュ会議などがある。
1959年の南極条約以来、各地域で非核地帯が条約で設定された。一部の条約は核保有国も参加している。
核実験の制限には、1963年の部分的核実験禁止条約があるが、地下核実験を含め禁止する1996年の包括的核実験禁止条約 (CTBT) は、2022年現在も発効していない。ただし臨界前核実験はいずれの条約でも禁止されていない。
核兵器の拡散防止では、1968年に国連総会で核拡散防止条約 (NPT) が採択された。これはアメリカ合衆国、ソ連、イギリス、フランス、中国（五大国）のみを国際的に認められた「核兵器保有国」として核軍縮義務を規定し、他の「非核兵器保有国」の核兵器保有を禁止し「核の平和利用」に限定するものである。
1996年には国際司法裁判所が勧告的意見「核兵器の威嚇または使用の合法性国際司法裁判所勧告的意見」の判断を下し、そこでは「厳格かつ効果的な国際管理の下において、すべての側面での核軍縮に導く交渉を誠実に追求し、かつ完結させる義務が存在する」とした。

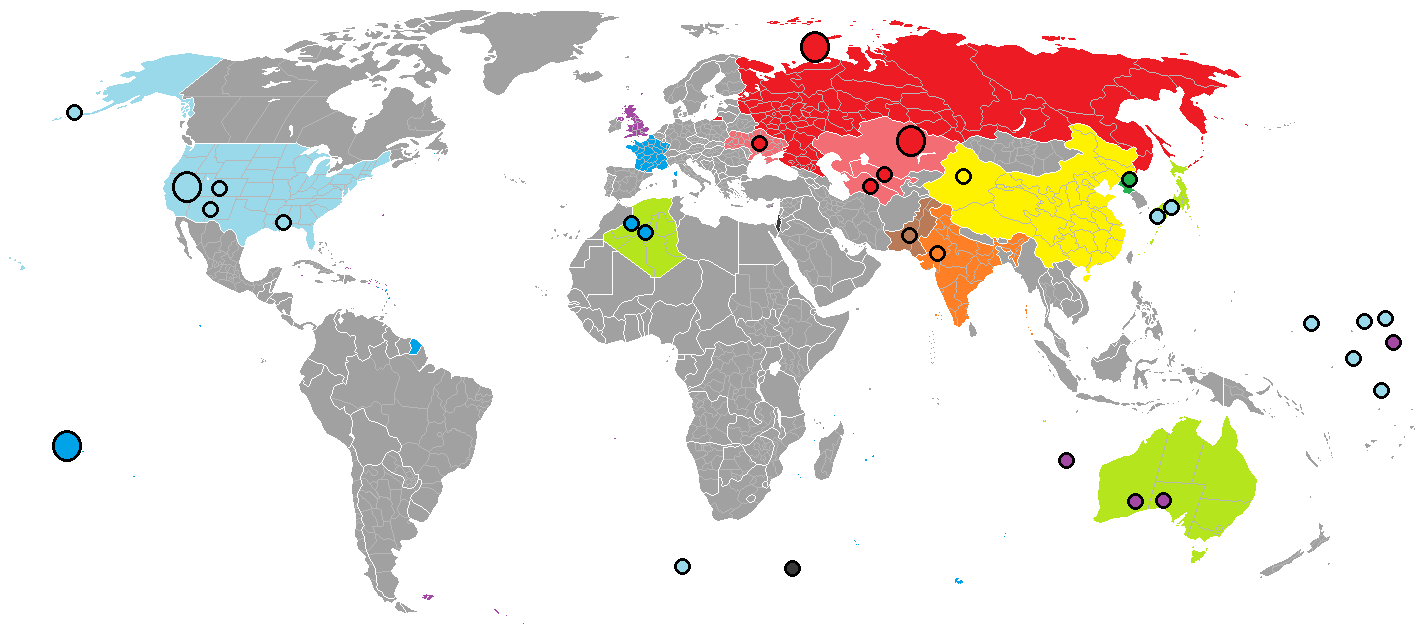
これまで世界合計で累計2000回以上の核爆発が起きた。赤：ロシア/ソビエト連邦、青：フランス、薄青：米国、紫：英国、黒：イスラエル、黄色：中国、オレンジ：インド、茶色：パキスタン、緑：北朝鮮、薄緑：核兵器・実験被害国。インド洋南部の黒い点はヴェラ事件の地点。

主要な核兵器保有国間であるアメリカ合衆国とソ連は、1969年から戦略兵器制限交渉 (SALT) が行われ、1972年には第一次戦略兵器制限交渉 (SALT-I) および弾道弾迎撃ミサイル制限条約（ABM条約）が締結されたが、後継の第二次戦略兵器制限交渉 (SALT-II) はソビエト連邦によるアフガニスタン侵攻に反発するアメリカ合衆国議会により批准されずに無効化した。
1982年からは戦略兵器削減条約 (START) が開始され、1987年には中距離核戦力全廃条約が締結され、1991年に両国政府が相互査察により条約の履行を確認した。
1991年には第一次戦略兵器削減条約 (START I) が締結され、2001年に両国政府が相互査察で条約の履行を確認した。1991年のソ連崩壊後も、継承国であるロシア連邦が戦略兵器削減条約を引き継いだ。
1993年には後継の第二次戦略兵器削減条約 (START II) が調印され、アメリカ合衆国上院は批准したがロシア議会が批准せず、1997年に米露両国政府が条約の履行時期の2007年への延期とミサイル防衛システムの配備を制限する追加議定書に署名し、ロシア議会は批准したがアメリカ上院が批准せず条約は発効しなかった。第三次戦略兵器削減条約の交渉も不調となった。
2001年に第一次戦略兵器削減条約が定めた廃棄が完了したが、ミサイル防衛を推進するアメリカ合衆国によって弾道弾迎撃ミサイル制限条約の破棄が行われたため、ロシアは第二次戦略兵器削減条約を実行しないと表明した。
2002年のモスクワ条約では核兵器の配備数の削減を削減（廃棄は義務付けず保有は容認）を定めた。
2009年1月に就任したアメリカ合衆国のバラク・オバマ大統領は、核兵器軍縮政策の最終目標として核兵器保有国の協調による核兵器の廃絶を掲げ、2010年4月にアメリカ合衆国連邦政府とロシア政府は第一次戦略兵器削減条約からさらに核弾頭と運搬手段を削減する第四次戦略兵器削減条約に署名したが、2023年にロシアが履行停止を宣言した。
国連総会では1994年から2012年まで19年連続で核兵器廃絶決議を採択している。2009年はアメリカ合衆国が初めて共同提案国となった。2009年にアメリカ合衆国のオバマ大統領は、アメリカ合衆国大統領としては初めて核廃絶に向けた「核兵器のない世界（核なき世界）」の演説を行い、ノーベル平和賞を受賞した。しかしアメリカ合衆国は核兵器を保有し続けることを言明しロシア、中国も核放棄を否定した。2012年には核兵器廃絶決議は184か国の賛成で採択された。

## 核兵器拡散状況
- 核保有国[18]

核保有国
核共有国
NPTのみ
非核兵器地帯

  - NPT批准の五大国 - アメリカ合衆国、ロシア連邦（旧ソ連）、中国、イギリス、フランス
  - その他（NPT非批准） - インド、パキスタン、北朝鮮
  - 核兵器保有が確実視されている国 - イスラエル（疑惑国と分類する場合もある）
- NATOの核共有国 - ベルギー、ドイツ、イタリア、オランダ、トルコ
- その他核共有国-ベラルーシ
- 核兵器保有または開発の疑惑国 - イラン、シリア、ミャンマー
- 過去の核兵器保有国 -南アフリカ共和国
- 過去の核兵器開発国 -日本（第二次大戦中）、ドイツ（第二次大戦中）、中華民国（冷戦期）、大韓民国（冷戦期）、イラク、スイス（冷戦期）、スウェーデン（冷戦期）、ブラジル（冷戦期）、アルゼンチン（冷戦期）、リビア（2003年まで）

また、ある地域において核兵器の実験・使用・製造・生産・取得・貯蔵・配備等を禁止する条約が締結されることがあり、この条約を結んだ地域は非核兵器地帯と呼ばれる。
こうした非核兵器化条約の嚆矢となったのは1967年にメキシコシティでラテンアメリカ諸国によって締結されたラテンアメリカ及びカリブ核兵器禁止条約（トラテロルコ条約）であり、以後1985年には南太平洋非核地帯条約（ラロトンガ条約）がオセアニア諸国間で、1995年には東南アジア非核兵器地帯条約（バンコク条約）が東南アジア諸国間で、1996年にはアフリカ非核兵器地帯条約（ペリンダバ条約）がアフリカ諸国間で、そして2006年には中央アジア非核兵器地帯条約（セメイ条約）が中央アジア諸国間でそれぞれ締結され、南半球を中心に広大な非核地帯が地球上に広がることとなった。

## 核戦略

### 各国の核戦略
実際問題として核兵器は積極的な使用が困難な兵器であり、その存在意義は防衛上あるいは戦略上のものとなる。特にアメリカ、ロシア、イギリス、フランス、中国といった大国は主に戦略的な目的のために核を保持している。
一方パキスタンのような比較的軍事的に脆弱な国は、最後の安全保障として核に頼る考えを持っている。韓国や台湾、イラクなども同じ思想を持っていたが、韓国・台湾はアメリカの説得・工作により、イラクはイスラエル軍による原子炉破壊（イラク原子炉爆撃事件）により、それぞれ開発を断念した。また北朝鮮のように、核カードを切って譲歩を導き出そうとする国家も存在する。イスラエルはこの中間で、軍事力はアメリカの援助もあってかなり強大な部類に入るが、中東紛争の切り札として核を（保有の事実を明確にしていないことも含め）重視している。
これらの（一応は合理的な本来の）目的のほかに、国威高揚を目的として核開発を行う場合も少なくない。究極的な軍事的自立を目指せば核が必要になり、核という先端技術そのものも宇宙開発同様、国民の自尊心称揚の手段になると考えられるからである。これは一部の強硬な核武装論者の主張でもある。
南アフリカ共和国は核兵器を開発、配備しながら、廃絶したことを公表した唯一の国である。
上記のことを背景に、核兵器が最終兵器と呼ばれることもある。
2014年クリミア危機に置いてロシアが核使用を準備したことを示唆したり、北極圏の島や北方領土を含む千島列島が攻撃され戦闘が発生したという仮定のもと核兵器の限定的先制使用の可能性を想定した演習を同じくロシアが行うなど、局地的な戦闘においても積極的な核兵器の投入を想定したケースは存在している。アメリカ合衆国は2018年2月2日核戦略見直しを発表し小型核兵器の開発を打ち出した。核兵器が一度炸裂すると非常に被害が大きくなるためむしろこの被害の大きさが「使えない兵器」としてしまっているという考え方があり、核兵器を小型化すれば「使える兵器」となるという考え方があるとも言われている。

### 日本の核戦略
日本は第二次世界大戦中に原爆開発の理論研究を行っていた。広島市と長崎市への原子爆弾投下を一つのきっかけに日本は降伏した。
1958年に山田久就外務事務次官は「防御的な」核兵器を保有するオプションについて外務省内で検討していると駐日アメリカ合衆国大使のダグラス・マッカーサー2世に伝えていた。この核兵器はソビエト連邦からの侵攻に対する備えとして地対空ミサイルに搭載するとされていた。大使はジョン・フォスター・ダレス国務長官への電報において、日本世論の強い反核感情を考慮すると首相の岸信介と外相の藤山愛一郎は現時点では政策の変更をする段階にないだろうとコメントしている。
若泉敬は1964年の中国による核実験直後に、「中共の核実験と日本の安全保障」と題するレポートを内閣調査室（現在の内閣情報調査室）に提出した。若泉は、日本は核武装はしないという国是を貫いた上で、原発開発や国産のロケット開発により潜在的な核兵器能力を保持するべきであると主張した。1968、1970年には内閣調査室が二部構成の「日本の核政策に関する基礎的研究」を、1969年には外務省が「わが国の外交政策大綱」を極秘報告書として作成しており、それらの中でも「核兵器製造の経済的・技術的ポテンシャルを常に保持する」（外交政策大綱）と指摘されていた。
第二次大戦後の日本政府は、「日本は戦争における世界で唯一の被爆国」として、原子力は平和利用に限定し、核兵器拡散防止条約 (NPT) を批准し、国際原子力機関 (IAEA) の査察を受け入れて、非核三原則を国是とした。また1994年以降は国連総会に16年連続で核兵器廃絶決議案を提出している。
日本は日米安保条約に基づきアメリカによる核の傘を提供されている。また非核三原則の一つである「核兵器を持ち込ませず」については検証する手段がなく、日米両政府は秘密裏に核兵器持ち込みを認めていたこともわかっている（日米核持ち込み問題）。
2006年12月25日に産経新聞は、日本政府が「核兵器の国産可能性について」との資料を作成していたことを報じた。この資料の中では「1〜2年の期限で核兵器を国産化することは不可能」であり、黒鉛減速炉の建設が必要で「小型爆弾を試作するまでに最低でも2千億円〜3千億円の予算と技術者数百人、3〜5年の期間が必要で、核実験せずに開発するとなると費用と期間は更に増える」とされている。

#### 憲法議論
核兵器保有について1978年3月11日の衆議院予算委員会で、憲法上は当時の第9条の範囲で「自衛のための最小限の範囲にとどまる限り」禁止されていないという政府見解が出されたことがある。

## 核拡散
核拡散防止条約において、核保有国による核兵器の国際管理が提唱されたが、この条約に反して、非核保有国が核兵器を保有していくことを核拡散という。ただし核拡散防止条約は条約である以上、脱退も認められている。

### 秘密裏に核兵器開発を行う可能性
核保有国からなる「核クラブ」（原子力供給国グループ）の国々では、包括的核実験禁止条約 (CTBT) に同意しているか否かに関わらず他国の新たな核兵器保有を認めていない。特にアメリカ合衆国を中心に地球規模での核開発阻止政策を推し進めており、そういった核クラブ国に証拠を掴まれずに核弾頭の生産や、運搬手段である弾道ミサイル、巡航ミサイル等の開発・運用を継続するのは困難な状況といえる。
核物資や核に関する技術と装置は、たとえそれが平和利用を目的とする原子力発電用のものであると主張しても、国際原子力機関 (IAEA) の厳しい監視下でしか導入は許されない。一部の国が平和利用を謳いながら核兵器開発に使用するのではないかと常に疑いを持たれており、国際的な核問題の中心課題となっている。

### 可能性の検討
核物質
ソビエト連邦の崩壊時にある程度の量の精製済み核物質が不法な手段で持ち出されたという真実味を帯びた噂があり、それを裏付けるようにソ連時代の核科学者がソビエト崩壊後に大量に海外へと流出していた時期がある。ウラン鉱石そのものは、たとえば日本でも採れるように世界の各地で採掘が可能なため、入手そのものは可能と推察できる。
精製施設
核兵器として使えるだけの精製度の高い核兵器級核物質を得るには、ウランを濃縮するか、プルトニウム生産炉で生産したプルトニウムを精製する必要がある。ウラン濃縮には大がかりな設備が必要なため、核クラブの監視の目を潜り抜けて秘密裏に建造・運転することは極めて困難である。また、精製に必要となる莫大な電力を賄うために発電所を建設すれば電力需要に不釣合いな発電施設を保有することになり、疑念の目を向けられることになる。兵器級ウランの生産性は極めて低く、ウラン原爆を一発生産するにも多額の資金と長い年月が必要であるが、一方で失敗率が極めて低く信頼性が高い上、構造が単純で寿命が長いことから、一発だけでも何十年にわたって仮想敵国を恫喝することができる。他方、単価が極めて高いことから大量生産には向かず、現在配備されている核兵器は大量生産が可能で設備も小さく済むプルトニウムを使用するものがほとんどである。
ウラン濃縮に大電力を消費する遠心分離法ではなくレーザー法を用いれば低消費電力で実現可能であるという見方もあるが、レーザー法自体が実験室レベルでの研究に留まっているため、実際の消費電力は不明である。仮にレーザー法が低消費電力であっても、高度技術の導入が必要なのは確かである。また、実験室レベルでは実現可能であっても、兵器の工業的生産手段としての量的な実用性は別の問題である。なお、天然ウラン中のウラン235はわずか0.7%であり、兵器用には少なくとも濃縮度80%以上、実用的には90%が望ましい。他方発電燃料の濃縮度は3%から5%程度であり、全くと言ってよいほどの別物である。この濃縮度の大きな違いは特定国家のウランの核技術研究開発が平和目的であるか、軍事目的であるかを知る上で大切である。
実証実験
核爆発装置を兵器として完成するには、少なくとも核爆発実験などの実証実験が不可欠であり、偵察衛星や高精度地震計、空中の核分裂反応由来ガスの収集などの監視技術が発達した現在では、多くの痕跡を残す核実験は秘密裏での実施は困難であるとされる。
臨界前核実験
アメリカ合衆国では1990年代から臨界に至らない「臨界前核実験」という核兵器の開発法が導入され、核兵器の能力と精度の向上とすでにある核兵器の信頼性の検証をしている。
ロシアでも20世紀末から臨界前核実験を行っている とされるが、これらは共に数え切れないほどの核爆発実験ときわめて高度な核物理学の知見の元で、コンピュータ・シミュレーション技術の助けがあって初めて実現した成果である。

## 核兵器の平和利用
核兵器は極めて密集した部分に多大なエネルギーを集中することが可能であり、この性質を利用した平和利用も模索されている。例えば、NASAは地球のすべての生物にとって脅威となり得る小惑星の軌道を変える核弾頭を搭載する宇宙船の設計を進めてきた。地球に小惑星（巨大隕石）が衝突する可能性が生じた場合、現在想定可能な回避手段は核兵器の利用しかない。ただし、小惑星を爆破させる場合単に細別するだけでは再び重力によって集合してしまうので、個々の破片の軌道を八方に反らす高度なシミュレーションを必要とする。小惑星の大きな破片が八方に飛散する状況は大変危険であるので、現実的な方法は小惑星の破壊を最小にして軌道を衝突が防止できる程度までわずかにずらすことである。
また、核分裂連鎖反応を一定のレベルで抑え、臨界を制御することによって、核爆発を伴なわず熱エネルギーのみを産出する原子力発電がある。ただし、スリーマイル島原子力発電所事故やチェルノブイリ原子力発電所事故、福島第一原子力発電所事故に代表されるように、いかに対策を施工しても放射線を伴う放射能が広域な地域を汚染する危険性を孕んでいる。
また、かつては核兵器を巨大な発破ととらえ、大規模な土木工事に応用することも検討されていた。平和的核爆発と呼ばれるこの計画は、アメリカ合衆国、ソビエト連邦両国で検討ならびに実験が行われ、特にソビエト連邦では積極的に使用が検討されていた。この両国以外にも、第2パナマ運河計画やクラ地峡運河計画などで使用が検討され、エジプト西部のカッターラ低地人工湖計画では詳細な検討が行われたことがある が、すべて放射能汚染の危惧により中止された。実行された例としては、ソ連によるウルタ＝ブラク天然ガス田での大規模な火災の消火活動があり、3年間の懸命な消火活動でも火の勢いを衰えさせることさえできなかった火災を核爆発から23秒後に鎮火させることに成功した。